# آلوارز ۳۵۸۱
سیارک ۳۵۸۱ (به انگلیسی: 3581 Alvarez، نامگذاری:1985HC) سه هزار و پانصد و هشتاد و یکمین سیارک کشف شده‌است که در ۲۳ آوریل ۱۹۸۵ کشف شد.
قدر مطلق سیارک برابر ۱۲٫۱۰ است.